# Vũ Trinh
Vũ Trinh (武楨, 1759 - 1828) (楨 Trinh nghĩa là trụ cột, cơ sở; 國之楨榦 "Quốc chi trinh cán": người làm căn bản cho nhà nước), tự Duy Chu (維周) hiệu Huệ Văn tiên sinh, là một danh sĩ, luật gia, Á tướng của triều Lê trung hưng, ông còn được biết đến là tác giả của nhiều vở Chèo cổ nổi tiếng, và là thi nhân trong lịch sử Việt Nam.

## Tiểu sử
Vũ Trinh là người thôn Thọ Diên, xã Xuân Lan, tổng Lâm Thao, huyện Lương Tài, phủ Thuận An, trấn Kinh Bắc xưa, nay là thôn Ngọc Quan, xã Lâm Thao, tỉnh Bắc Ninh.
Xuất thân trong một dòng dõi khoa bảng, ông nội là Vũ Miên đậu Hội nguyên Tiến sĩ thời Lê - Trịnh, làm quan đến chức Nhập thị hành Tham tụng (quyền Tể tướng), khi mất được truy tặng chức Binh bộ Thượng thư; và cha của Vũ Trinh là Vũ Chiêu thi đậu Hương giải, làm quan trải giữ các chức Phó Hiến sát sứ Sơn Nam, Tham nghị Hải Dương, rồi được tiến triều làm quan đến chức Đặc tiến Kim tử Vinh lộc Đại phu, Hàn lâm viện Thị chế, Tham đồng, Đề lĩnh Tứ thành quân vụ, Sơn Nam đạo Thừa chính sứ. Mẹ của Vũ Trinh có xuất thân vọng tộc, người Chí Linh, tỉnh Hải Dương họ Trần húy Đoan được phong Tự phu nhân, gọi Tham tụng Trần Cảnh là ông nội.
Vũ Trinh lúc nhỏ nổi tiếng là một thần đồng, sách nhìn qua một lượt là đọc được, làm thơ hay; sách cũ cho biết: "Ông Trinh thiên tư dĩnh ngộ, thuở nhỏ đã có thanh danh". Năm 17 tuổi, Vũ Trinh đỗ thủ khoa khoa thi Hương tiến (Giải nguyên), được bổ nhiệm làm Quốc Oai Tri phủ. Ông có thi Hội và đậu Tam trường, và do bạo loạn xã hội cuối thời Lê, những Cống sĩ không còn được thi thố ở những khoa thi Tiến sĩ Nho học, tuy nhiên Sử liệu cho biết có một vài người chưa đậu đại khoa nhưng danh tiếng còn nổi tiếng hơn cả những Tiến sĩ Nho học là: Nguyễn Du, Vũ Trinh, Nguyễn Huy Tự.
Năm 1787, sau khi Lê Chiêu Thống lên ngôi vua, ông được triệu về triều. Cũng trong năm này, tướng Tây Sơn là Vũ Văn Nhậm kéo quân ra Bắc Hà đánh dẹp Nguyễn Hữu Chỉnh, khi ấy, Vũ Trinh và cha đã lấy gia sản để chu cấp việc quân và giúp vua Lê chạy nạn.
Đến cuối năm sau (1788), nhờ quân Thanh (Trung Quốc) vua Lê Chiêu Thống về lại Thăng Long, Vũ Trinh được vời giữ chức Tham tri Chính sự(Phó Tể tướng), kiêm Lại bộ hữu Thị lang, kiêm Hình bộ hữu Thị lang.
Đầu năm 1789, vua nhà Tây Sơn là Quang Trung đem đại binh ra Bắc đánh tan quân đội nhà Thanh. Vua Lê Chiêu Thống lại phải chạy sang nhà Thanh cầu viện. Không thể theo được, Vũ Trinh trở về ẩn thân tại Hồ Sơn. Tại đây, ông dạy học và viết nên tập truyện truyền kỳ Lan Trì kiến văn lục (nối tiếp mạch văn học truyền kỳ như Lĩnh Nam chích quái của Vũ Quỳnh, Kiều Phú; Truyền kỳ mạn lục của Nguyễn Dữ) dùng văn chương hàm chứa đạo lý. Trong thời gian này, Vũ Trinh được người bạn là Ngô Thì Nhậm (lúc này đang là Lại bộ Thượng thư của Tây Sơn) đề cử ra làm quan, song ông từ chối cộng tác với triều đại này. Bởi vậy Nguyễn Đề, một đại quan Tây Sơn, là anh vợ Vũ Trinh viết thơ đã ví Vũ Trinh như Bá Di, Thúc Tề:
| 次東山偶憶蘭溪漁者 東魯行車雨雪飛， 偶懷閒客釣魚磯。 二倫情誼心相合， 十載窮通命每違。 不審役形當世事， 何如拭目看時機。 首陽今日無人問， 也任夷齊採盡薇。 | ĐẾN ĐÔNG SƠN BỖNG NHỚ NGƯỜI CÂU CÁ Ở LAN KHÊ Đông Lỗ xe đi trong tuyết mưa, Nhớ người nhàn khách bạn câu xưa. Hai bên tình bạn lòng tương hợp, Vận mệnh mười năm cùng thông chia. Thế sự hình hài sao xét được, Thời cơ mà ngắm có khi vừa. Thú Dương giờ có ai thăm hỏi, Tạm hái rau vi, Di Tề thưa. |

Năm 1796, Vũ Trinh cùng với Ngô Thì Nhậm, Ngô Thì Hoàng, Phan Huy Ích, Nguyễn Đăng Sở, Nguyễn Đàm lập ra Thiền viện Trúc Lâm ở phố Bích Câu, bàn luận về Thiền phái Trúc Lâm. Nhóm tác giả soạn Trúc Lâm tông chỉ nguyên thanh được người nghiên cứu Phật học đánh giá cao, trong đó Vũ Trinh cùng Nguyễn Đăng Sở viết chú giải.
Năm 1802, sau khi nhà Tây Sơn bị đánh đổ, Vũ Trinh được Gia Long vời ra tham chính, nhận chức Thị trung học sĩ (侍中學士 - chánh Tam phẩm) tại triều (Phú Xuân, tức Huế ngày nay). Cùng nhận chức Thị trung học sĩ với ông có Phạm Quý Thích.
Năm 1804, nhân việc đưa hài cốt vua Lê Chiêu Thống về nước, ông xin từ quan nhưng không được chấp thuận. Nhân đó, ông được cử đi khám xét việc đê ở Bắc Thành, rồi lại triệu về Kinh.
Năm 1807, Vũ Trinh được cử làm Giám thí (Phó chủ khảo) trường thi Sơn Tây. Cũng năm này, ông làm Chánh sứ sang Yên Kinh (燕京, tức Bắc Kinh), cùng Phó sứ Ngô Nhân Tịnh để tuế cống.

Năm 1809, ông được cử làm Chánh sứ đi Yên Kinh mừng Gia Khánh thượng thọ ngũ tuần. Trên đường đi qua núi Tướng Đài (Hàng Châu), ông có cảm khái viết bài thơ được lưu lại, lại có viết Sứ Yên thi tập.

Mùa xuân tháng 1 năm 1811, Gia Long sai Tổng trấn Bắc Thành là Nguyễn Văn Thành sung chức Tổng tài sửa định luật lệ. Tờ dụ chỉ rõ: "Bọn khanh nên hết lòng khảo xét những pháp lệnh điển lệ của bản triều, tham hợp với điều luật đời Hồng Đức và nước Đại Thanh, lấy bỏ cân nhắc mà làm thành sách. Trẫm sẽ sửa chữa cho đúng để ban hành". Nguyễn Văn Thành mời Vũ Trinh và Trần Hựu cùng tham gia biên soạn bộ luật Gia Long.

Tháng 12 năm 1811, Vũ Trinh nhậm mệnh biên soạn Phàm lệ soạn sử nói về các thể lệ làm sử. Sau đó, Gia Long duyệt bản Phàm lệ này đã cử Nguyễn Văn Thành giữ chức Quốc sử quán Tổng tài, Phạm Như Đăng giữ chức Phó Tổng tài. Nguyễn Văn Thành kính trọng tài năng của Vũ Trinh, cho con là Nguyễn Văn Thuyên (cũng là phò mã của vua nhà Nguyễn) theo học.

Năm 1813, ông được cử đi làm Giám thí trường thi Quảng Đức, khoa thi này 8 tỉnh thi chung tại 1 trường Quảng Đức, chấm lấy đỗ 9 Cống sĩ trong đó có Thuyên. Cũng trong năm này, ông được thăng Hình bộ hữu Tham tri (刑部 右參知 - tòng Nhị phẩm).
Năm 1816, Nguyễn Văn Thuyên bị vu oan bởi một bài thơ. Vũ Trinh là một đại quan ở bộ Hình lại là thầy của Thuyên nên có ý bênh vực, song Thuyên vẫn không khỏi tội. Chẳng những vậy, ông bị đoạt hết phẩm hàm và bị đưa đến phố Hội An (Quảng Nam) để an trí, tại đây ông giảng dạy để tự túc, người theo học rất đông, có hơn 10 học trò thi đậu. Sau gặp ân xá, Vũ Trinh xin về; các học trò xin lưu lại và lập đền thờ ngay khi ông còn sống. Đến năm 1828, ông trở về quê nhà được vài hôm thì mất, thụy là Mẫn Trực.

## Nhận định
Đại Nam liệt truyện viết: Vũ Trinh học vấn sâu rộng, văn chương điển lệ. Thời Gia Long mới lập, các chiếu sách văn từ hầu hết do một mình Vũ Trinh làm. Tác phẩm của Vũ Trinh có tập thơ "Sứ Yên", tập thơ " Cung oán" và tập "Kiến văn lục" lưu hành ở đời.
Ngô Thì Hoàng của Ngô gia văn phái viết: Vũ Trinh sẵn ôm tài chí kinh bang tế thế, song gặp thời ngang trái, mới lẫn tăm hơi chốn lều tranh...Vũ Trinh là người có học vấn uẩn súc...
Trần Danh Lưu viết: Thầy học vấn uyên bác, tầm nhìn bao la. Tử, Sử, Bách gia không loại sách nào không đọc. Từ sau khi đổi đời, thầy náu mình chốn điền viên, thỉnh thoảng cũng đùa chơi với ngọn bút, nghiên mực, ghi những điều nghe được, thấy được thành sách...Bởi văn chương của thầy, xuất thì thành long phượng trên hồ, xử thì thành dáng núi trời thu, lưu hành khắp nơi khắp chốn.
Cống sĩ Nguyễn Tạo cũng nhận xét trong tác phẩm Lan Trì kiến văn lục: "Văn pháp phô diễn lưu lợi xác thực, không phù hoa, không gian sáp, chính là một tay viết văn sành sỏi rất đáng kính phục."

## Gia đình
Phu nhân ông Vũ Trinh là bà Nguyễn Thị Diên (con gái Đại tư đồ, Tham tụng Nguyễn Nghiễm với bà Trần Thị Tần); là chị ruột của đại thi hào Nguyễn Du (giống như dòng dõi họ Vũ của Vũ Trinh, dòng họ Nguyễn ở Tiên Điền cũng là một vọng tộc khoa bảng có nhiều người làm quan chức lớn, 2 gia đình là môn đăng hộ đối).
Vũ Trinh là thông gia với danh sĩ Ngô Thì Hoàng, thuộc dòng họ Ngô Thì Sĩ, Ngô Thì Nhậm ở Tả Thanh Oai.

## Tác phẩm
Một số tác phẩm được biết đến nay có:
- Lan Trì kiến văn lục[33], gồm 45 truyện ngắn Văn dĩ tải đạo viết bằng chữ Hán theo mạch truyện truyền kỳ.
- Cung oán thi tập (tập thơ viết về nỗi sầu muộn của người cung nữ bị giam cầm tuổi xuân trong cung cấm).
- Trúc Lâm tông chỉ nguyên thanh - Ngô Thì Nhậm, Nguyễn Sở, Vũ Trinh...hợp soạn.
- Ngô tộc truy viễn đàn phả - Trần Danh Án, Phạm Giáp Thiên, Vũ Huy Tấn, Vũ Trinh...hợp soạn.
- Phàm lệ soạn sử, là cơ sở của sự thành lập Quốc sử quán triều Nguyễn.
- Sứ Yên thi tập (tập thơ chữ Hán viết về đi sứ Yên Kinh).
- Hoàng Việt luật lệ[34]- Nguyễn Văn Thành, Vũ Trinh, Trần Hựu[35] hợp soạn; tác phẩm dựa trên cơ sở chủ yếu là Đại Thanh luật lệ, với những yếu tố chỉnh sửa, cập nhật[36] cho phù hợp với điều kiện cụ thể của Việt Nam thời Nguyễn.
- Vũ Trinh còn là soạn giả các vở Chèo Công chúa Lạc Xương, Lưu Bình - Dương Lễ, Chu Mãi Thần, Hán Sở...[37], và có soạn một số bài bi ký.

Thời kỳ Gia Long là thời thịnh của thơ văn chữ Nôm với ba tác phẩm lớn thuộc hạng kinh điển: Hoa Tiên của Nguyễn Huy Tự, Truyện Kiều của Nguyễn Du; và một bài Văn tế tướng sĩ trận vong không rõ tác giả do Thành Quận công Nguyễn Văn Thành đọc, có ý kiến cho rằng danh sĩ Vũ Trinh là soạn giả của bài Văn tế tướng sĩ trận vong - áng văn tuyệt bút chữ Nôm thời Nguyễn.
Vũ Trinh là người đầu tiên được Nguyễn Du nhờ đọc duyệt và bình Truyện Kiều khi còn ở dạng bản thảo, các lời bình của Vũ Trinh dùng chữ Hán bằng mực đen. Câu "Nợ tình chưa trả cho ai; Khối tình mang xuống tuyền đài chưa tan" trong Truyện Kiều của Nguyễn Du lấy điển tích ở truyện Thanh Trì tình trái trong Lan Trì kiến văn lục của Vũ Trinh.
PGS. Vũ Duy Mền viết về ý nghĩa của Lan Trì ngư giả (người câu cá hiệu Lan Trì) trong thời loạn: Phải chăng ông muốn làm như Lã Vọng "câu thời; câu thế" mong gặp được chân chúa thánh minh để thi thố tài năng cứu vãn thời thế.

## Vinh danh
Tên của danh nhân Vũ Trinh hiện nay đã được đặt cho một con phố tại xã Lương Tài.